# Dorothy Chandler Pavilion
Dorothy Chandler Pavilion (česky Pavilon Dorothy Chandlerové) je jedna z hal v Los Angeles Music Center – jednoho ze tří největších kulturních center v USA. Pavilon má 3197 sedadel ve čtyřech patrech se závěsnými lustry, točitými schody a bohatou dekorací. Stavba začala 9. března 1962 a skončila slavnostním otevřením 27. září 1964. Pavilon byl pojmenován podle Dorothy Buffum Chandlerové, která se snažila vybudovat vhodný domov pro losangeleskou filharmonii a chtěla omladit kulturu v Los Angeles. Výsledkem byl úspěch paní Chandlerové, Music Center of Los Angeles County (Hudební centrum losangeleského kraje).
V Pavilonu Dorothy Chandlerová se kromě koncertů a jiných kulturních akcí konalo předávání ocenění Academy Award s přestávkami v letech 1969 až 1999.